# Валуев, Иван Васильевич
Иван Васильевич Валуев (1781—1855) — инженер-генерал-лейтенант.

## Биография
Родился 13 сентября 1781 года.
В военную службу вступил 10 марта 1803 года в инженеры. В 1812 году Валуев принял участие в отражении нашествия Наполеона в Россию и был награждён орденом св. Анны 3-й степени (впоследствии этот орден переменен на 4-й степень).
В 1816 году произведён в подполковники в 1823 году получил чин полковника.
В 1828—1829 годах принимал участие в русско-турецкой войне, за отличия награждён орденом св. Георгия 4-й степени.
22 августа 1831 года произведён в генерал-майоры с назначением начальником Северного округа по морской строительной части, затем был членом общего присутствия строительного департаменте Морского министерства. 23 марта 1847 года получил чин генерал-лейтенанта.
Скончался 10 августа 1855 года в Санкт-Петербурге, похоронен на Митрофановском кладбище.
Среди прочих наград Валуев имел ордена:
- Орден Святой Анны 4-й степени (1812 год)
- Орден Святой Анны 2-й степени (1819 год, алмазные знаки к этому ордену пожалованы в 1822 году)
- Орден Святого Владимира 3-й степени (1827 год)
- Орден Святого Георгия 4-й степени (25 декабря 1828 года, № 4212 по кавалерскому списку Григоровича — Степанова)
- Орден Святого Станислава 1-й степени (1835 год)
- Орден Святой Анны 1-й степени (1846 год)